# Źlinice
Źlinice (dodatkowa nazwa w j. niem. Zlönitz, w latach 1936–1945 Glockenau) – wieś w Polsce położona w województwie opolskim, w powiecie opolskim, w gminie Prószków.
W latach 1975–1998 miejscowość administracyjnie należała do ówczesnego województwa opolskiego.
Zabytki:
- średniowieczne grodzisko pierścieniowate – numer rejestru A-140/68 z 1968-03-30; A-140/68 z 1985-07-30 (stanowisko 1)